# Courdimanche
Courdimanche egy község Franciaországban. Lakosainak száma 7111 fő (2022. január 1.).

## Földrajza
Courdimanche Puiseux-Pontoise, Boisemont, Cergy, Menucourt, Sagy és Vauréal községekkel határos.

## Népesség
| Lakosok száma | 328  | 428  | 453  | 503  | 389  | 408  | 663  | 6581 | 6681 | 7111 |
|               | 1793 | 1836 | 1856 | 1881 | 1906 | 1931 | 1968 | 2008 | 2017 | 2022 |